# Hugues II. de Montfort
Hugues II. de Montfort († nach 1088 in England) war ein normannischer Adliger. Er war Seigneur de Montfort-sur-Risle und einer von 15 belegten Begleitern Wilhelms des Eroberers (proven companions) bei der normannischen Eroberung Englands.

## Leben

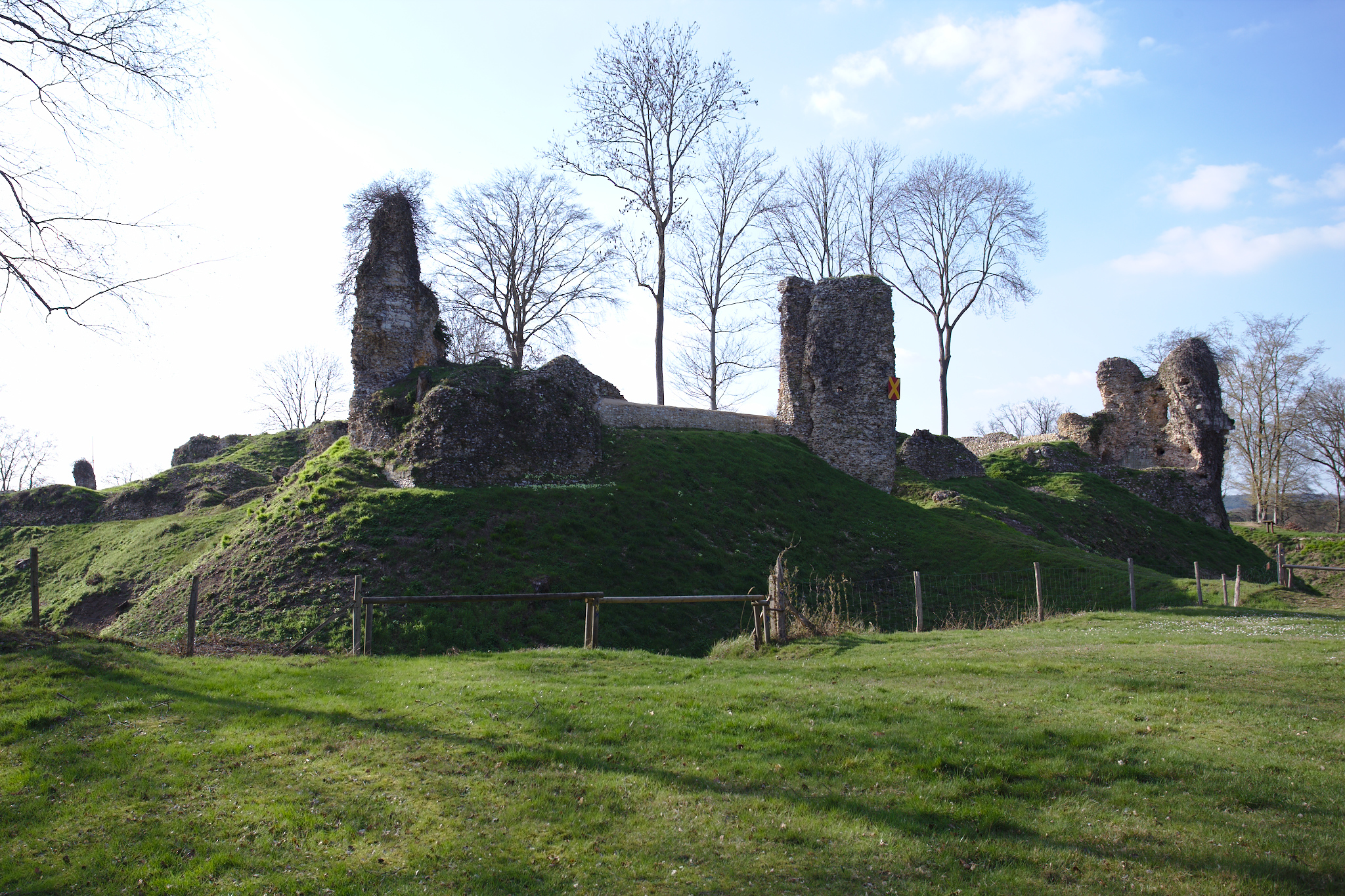
Ruine der Burg Montfort-sur-Risle

Hugues II. war ein Sohn von Hugues I. cum barba (der Bärtige) de Montfort, der 1045 im Kampf gegen Vauquelin de Ferrers getötet wurde. 1054 trat Hugues II. auf Seiten seines Lehnsherrn, des Herzogs Wilhelm von Normandie in der Schlacht von Mortemer auf, in der König Heinrich I. von Frankreich geschlagen wurde.
Im Januar 1066 nahm er am „Rat von Lillebonne“ teil, der die Entscheidung zur Invasion Englands traf. Hugues sagte zu, für das Unternehmen 50 Schiffe und 60 Ritter zu stellen. Im Gegenzug wurde Hugh in Wilhelm 1067 zum Warden of Dover Castle ernannt sowie in der neu erbauten Festung Winchester Castle installiert, die mehr als 100 Jahre lang der Regierungssitz der normannischen Könige war. Darüber hinaus wurde er Constable of England und erhielt zahlreiche Güter in Essex, Kent, Norfolk und Suffolk. 1088 zog er sich in ein Kloster zurück.

## Familie
Hugues heiratete eine Tochter von Richard de Beaufour. Aus dieser Ehe hatte er eine Tochter:
- Alice de Montfort; ⚭ Gilbert de Gant, Lord of Folkingham (Haus Gent)[4]

Aus seiner zweiten Ehe (über die Ehefrau ist nichts bekannt) hatte er drei Kinder:
- Robert I. de Montfort († vor 1111), 1107 wegen Verrats angeklagt
- Hugh III. de Montfort († vor 1100)
- Adeline de Montfort; ⚭ Guillaume; † 1104, Seigneur de Breteuil, Seigneur d’Ivry, ältester Sohn von William FitzOsbern, 1. Earl of Hereford (FitzOsbern).